# Bonnie Camplin
Bonnie Camplin, född 1970, är en brittisk tecknare och foto- och performancekonstnär.
Hon utbildade sig i film och video på St. Martins School of Art i London med en kandidatexamen 1992 och i fotografi på St. Martins School of Art med examen 1996.
Hon är multikonstnär och arbetar med teckning, filmning, performance, musik och skriveri.
Hon undervisar i konst på Goldsmiths College på University of London